# أل كلينك
أل كلينك (بالإنجليزية: Al Klink)‏ هو موسيقي أمريكي، ولد في 28 ديسمبر 1915 في دانبري في الولايات المتحدة، وتوفي في 7 مارس 1991 في برادنتون في الولايات المتحدة.

## وصلات خارجية
- أل كلينك على موقع IMDb (الإنجليزية)
- أل كلينك على موقع ميوزك برينز (الإنجليزية)
- أل كلينك على موقع أول ميوزيك (الإنجليزية)
- أل كلينك على موقع ديسكوغز (الإنجليزية)